# Понтус Фарнеруд
Понтус Фарнеруд (швед. Pontus Farnerud, нар. 4 червня 1980, Гельсінборг, Швеція) — колишній шведський футболіст, півзахисник.
Насамперед відомий виступами за клуб «Монако», а також національну збірну Швеції.

## Клубна кар'єра
У дорослому футболі дебютував 1996 року виступами за команду «Ландскруна БоІС», в якій провів три сезони, взявши участь у 55 матчах чемпіонату.

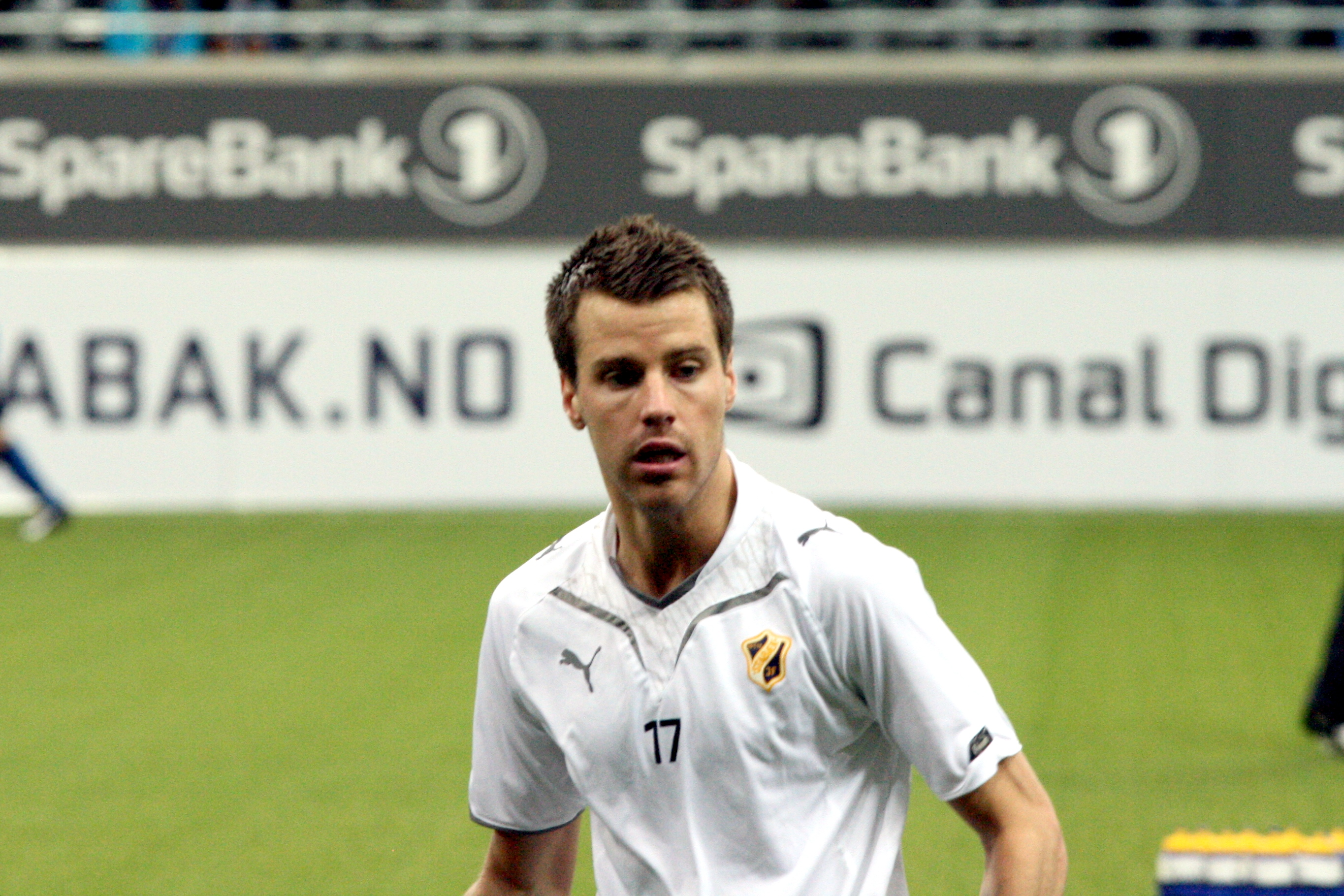
Понтус Фарнеруд під час виступів за «Стабек». 8 березня 2009 року.

Після цього у 18-річному віці перейшов в «Монако», де пройшов наступні 5 сезонів, але основним гравцем так і не став, хоча і став 2000 року чемпіоном Франції. Влітку 2003 року був відданий в оренду на сезон в «Страсбур», з яким зайняв 13 місце у Лізі 1. Після ще одного сезону в «Монако» перейшов в «Страсбур», а після того, як клуб зайняв 19 місце в Лізі 1 і вибув в Лігу 2, перейшов в португальський «Спортінг». Там він також не зміг стати основним гравцем і 22 липня 2008 року підписав контракт з норвезьким «Стабеком»..
Завершив професійну ігрову кар'єру у клубі «Гетеборг», за який виступав протягом 2012—2013 років, вигравши з командою національний кубок.

## Виступи за збірну
Протягом 2000–2001 років залучався до складу молодіжної збірної Швеції. На молодіжному рівні зіграв у 14 офіційних матчах, забив 6 голів.
2 лютого 2001 року дебютував в офіційних іграх у складі національної збірної Швеції в товариському матчі проти Греції. 
У складі збірної був учасником чемпіонату світу 2002 року в Японії і Південній Кореї та чемпіонату Європи 2004 року у Португалії, але на поле не виходив..
Всього провів у формі головної команди країни 11 матчів.

## Титули і досягнення
- Чемпіон Франції (1):

«Монако»: 1999-2000
- Володар Суперкубка Франції (1):

«Монако»: 2000
- Володар Кубка французької ліги (1):

«Монако»: 2002-03
- Володар Кубка Португалії (2):

«Спортінг»: 2006-07, 2007-08
- Володар Суперкубка Португалії (1):

«Спортінг»: 2007
- Чемпіон Норвегії (1):

«Стабек»: 2008
- Володар Суперкубка Норвегії (1):

«Стабек»: 2009
- Володар Кубка Швеції (1):

«Гетеборг»: 2012-13

## Особисте життя
Молодший брат, Александер Фарнеруд, також професійний футболіст, гравець збірної Швеції.